# Panthera pardus adersi
El leopardo de Zanzíbar (Panthera pardus adersi) es una subespecie extinta del leopardo, endémica de la isla de Unguja en el archipiélago de Zanzíbar, actualmente parte de Tanzania. El creciente conflicto entre la población humana y los leopardos en el siglo XX llevó a su demonización y al exterminio deliberado. Los intentos de desarrollar un programa de conservación de los leopardos de Zanzíbar a mediados de la década de 1990 fueron abandonados cuando varios investigadores llegaron a la conclusión de que había pocas esperanzas de supervivencia a largo plazo de la especie.

## Historia evolutiva del leopardo de Zanzíbar
La historia evolutiva del leopardo de Zanzíbar es similar a otras especies animales endémicas de Unguja como la jineta de Zanzíbar o el colobo rojo de Zanzíbar. Se cree que el leopardo de Zanzíbar evolucionó en su aislamiento diferenciándose del resto de subespecies del leopardo africano, al menos desde el fin de la última Edad de Hielo, cuando la isla de Unguja se separó del continente africano y se elevó por encima del nivel del mar. Las condiciones locales dieron lugar a la evolución de una subespecie de leopardo más pequeña que sus parientes continentales y un cambio en el diseño del pelaje, con manchas más pequeñas y numerosas casi difuminadas sobre el fondo.

## Biología y conducta
La biología y conducta del leopardo de Zanzíbar han sido escasamente estudiadas. Solo se disponen de seis pieles y ejemplares disecados en museos, incluyendo el espécimen que se expone en el Museo de Historia Natural de Londres y un espécimen mucho más antiguo en el Museo de Zanzíbar. El leopardo de Zanzíbar nunca ha sido estudiado en la naturaleza y la última ocasión en la que un investigador afirmó haber avistado uno fue a principios de la década de 1980. La mayoría de los zoólogos asumen que el leopardo de Zanzíbar actualmente se encuentra exinto o casi extinto. Sin embargo, según informes del gobierno de Zanzíbar indican que algunos leopardos fueron cazados a mediados de la década de 1990 y los habitantes de Unguja continúan afirmando haber visto leopardos y los acusan de matar a su ganado.

## Demonización y exterminio
Las descripciones rurales de los zanzibaríes sobre los leopardos y sus hábitos se encuentran coloreadas por la creencia extendida que gran parte de estos carnívoros obedecen a los brujos o que los brujos toman su forma, y que son enviados para hacer daño o atormentar a los campesinos. Estas descripciones a menudo han dado lugar a una serie de leyendas elaboradas sobre la forma en la que los leopardos son criados, adiestrados y enviados a cometer actos malignos. Para los campesinos zanzibaríes estas leyendas son el motivo por el que los leopardos se alimentan de su ganado, y de su aparición cerca de granjas y aldeas.
Durante el siglo XX la expansión de la población humana y de la agricultura en Zanzíbar fue en gran parte la causa del choque entre humanos y leopardos, pues la población humana se extendía hacia los territorios de los leopardos, y en consecuencia los carnívoros comenzaron a ser vistos con más frecuencia y el ganado doméstico a sufrir sus ataques. El conflicto creciente con los leopardos y el miedo llevaron a una serie de campañas para exterminarlos. Al principio se trató de actos locales, pero tras la Revolución de Zanzíbar de 1964 se convirtió en una actitud generalizada en toda la isla, en gran parte debido al miedo ya extendido entre la población y la campaña contra los leopardos y la campaña dirigida por uno de los más famosos cazadores de brujas de Unguja, Kitanzi. El resultado de esta campaña y la clasificación de los leopardos como "alimañas" fue la causa que llevó a la especie al borde de la extinción.

## Propuestas de conservación
La conservación de la especie no fue seriamente discutida hasta mediados de la década de 1990, cuando algunas voces en la comunidad científica ya consideraban a los leopardos de Zanzíbar extintos. Un programa para la conservación de la especie fue fundado por la organización CARE, con el Proyecto de Conservación de la Bahía Jozani-Chwaka, pero fue abandonado en 1997 cuando los investigadores de la vida salvaje no consiguieron encontrar evidencias sobre la presencia de leopardos en el bosque Jozani.
Sin embargo, algunos conservacionistas muestran más optimismo sobre la supervivencia del leopardo de Zanzíbar y algunos zanzibaríes en ocasiones han aceptado guiar a turistas e investigadores a lugares donde supuestamente todavía quedan leopardos, pero hasta el momento no se ha vuelto a producir el avistamiento de un leopardo de Zanzíbar.
Estas perspectivas conflictivas sobre la situación del leopardo de Zanzíbar y la posibilidad de su conservación, presentan un dilema que ha sido analizado por algunos investigadores.
En el año 2018 un leopardo fue grabado en la isla de Unguja por una cámara oculta mientras se filmaba la serie de Animal Planet Extinct or Alive. Algunas autoridades no lo consideran una prueba fiable debido a que la localización exacta de la cámara es desconocida, y pocos lo han aceptado. Sin embargo, su autor (Forrest Galante) defiende su autenticidad. Aunque el metraje muestra un leopardo, el patrón de sus motas no está claro, y podría ser un leopardo africano introducido en Zanzíbar. La prueba del ADN podría ser la única manera de verificar este video.